# Mokhóvoie (Tula)
|  | Per a altres significats, vegeu «Mokhóvoie». |

Mokhóvoie (en rus: Моховое) és un poble de l'óblast de Tula, a Rússia, segons el cens del 2010 tenia 133 habitants.